# Can Yaman
Pour les articles homonymes, voir Yaman.
 (avril 2024).
La mise en forme du texte ne suit pas les recommandations de Wikipédia : il faut le « wikifier ».
Les points d'amélioration suivants sont les cas les plus fréquents. Le détail des points à revoir est peut-être précisé sur la page de discussion.
- Les titres sont pré-formatés par le logiciel. Ils ne sont ni en capitales, ni en gras.
- Le texte ne doit pas être écrit en capitales (les noms de famille non plus), ni en gras, ni en italique, ni en « petit »…
- Le gras n'est utilisé que pour surligner le titre de l'article dans l'introduction, une seule fois.
- L'italique est rarement utilisé : mots en langue étrangère, titres d'œuvres, noms de bateaux, etc.
- Les citations ne sont pas en italique mais en corps de texte normal. Elles sont entourées par des guillemets français : « et ».
- Les listes à puces sont à éviter, des paragraphes rédigés étant largement préférés. Les tableaux sont à réserver à la présentation de données structurées (résultats, etc.).
- Les appels de note de bas de page (petits chiffres en exposant, introduits par l'outil «  Source ») sont à placer entre la fin de phrase et le point final[comme ça].
- Les liens internes (vers d'autres articles de Wikipédia) sont à choisir avec parcimonie. Créez des liens vers des articles approfondissant le sujet. Les termes génériques sans rapport avec le sujet sont à éviter, ainsi que les répétitions de liens vers un même terme.
- Les liens externes sont à placer uniquement dans une section « Liens externes », à la fin de l'article. Ces liens sont à choisir avec parcimonie suivant les règles définies. Si un lien sert de source à l'article, son insertion dans le texte est à faire par les notes de bas de page.
- La présentation des références doit suivre les conventions bibliographiques. Il est recommandé d'utiliser les modèles {{Ouvrage}}, {{Chapitre}}, {{Article}}, {{Lien web}} et/ou {{Bibliographie}}. Le mode d'édition visuel peut mettre en forme automatiquement les références.
- Insérer une infobox (cadre d'informations à droite) n'est pas obligatoire pour parachever la mise en page.

Pour une aide détaillée, merci de consulter Aide:Wikification.
Si vous pensez que ces points ont été résolus, vous pouvez retirer ce bandeau et améliorer la mise en forme d'un autre article.
Can Yaman, né le 8 novembre 1989 à Istanbul, est un acteur turc.

## Biographie et Carriére
Can Yaman naît à Istanbul le 8 novembre 1989, seul enfant de ses parents. Il est d'origine albanaise du côté de son père. Il est un immigrant de Yougoslavie et de Macédoine du côté de son père. Diplômé du lycée italien, il est aussi diplômé de la faculté de droit de l'université de Yeditepe en 2012. Après avoir obtenu son diplôme, il a travaillé comme avocat chez PriceWaterhouseCoopers pendant six mois pour un stage obligatoire d'un an. Il est le neveu du footballeur et entraîneur Fuat Yaman. Yaman parle couramment l'italien, espagnol, allemand et l'anglais. 
Can Yaman a reçu une formation d'acteur auprès de Cüneyt Sayıl . Yaman est apparu pour la première fois dans la vidéo Porcelain Dreams de Gülnur Gökçe. Il a fait sa première expérience télévisée en 2014 avec le personnage de Bedir Kocadağ dans la série télévisée Gönül İleri, réalisée par Türkan Derya et mettant en vedette Sinem Kobal. Entre 2015 et 2016, il incarne le personnage de Yalın Aras dans la série télévisée İnadına Aşk, réalisée par Osman Exam et diffusée sur FOX . Il a joué le personnage de Tarık Çam dans la série télévisée Hangimiz Sevmedik, diffusée sur TRT 1 entre 2016 et 2017 , avec Yeliz Kuvancı et comprenant Cengiz Bozkurt , Altan Erkekli, Gül Onat, Bülent Şakrak, Mehtap Bayri , Deniz Oral et Veysel Diker. . relancé. En 2017 , il incarne le personnage de Ferit Aslan dans la série télévisée Dolunay, réalisée par Çağrı Bayrak et mettant en vedette Özge Gürel, diffusée sur Star TV . Il a joué le personnage de Can Divit dans la série télévisée Erkenci Kuş, diffusée sur Star TV entre 2018 et 2019 , réalisée par Çağrı Bayrak et Aytaç Çiçek, et mettant en vedette Demet Özdemir.  Il a joué le personnage d'Özgür Atasoy dans la série télévisée Bay False, réalisée par Deniz Yorulmazer, diffusée sur FOX en 2020, dans laquelle il partageait le rôle principal avec Özge Gürel. 
En 2020, il devient l'égérie de la marque de vêtements turque « TUDORS » avec un contrat de 2 ans d'une valeur de 3 millions de dollars. 
En décembre 2020, il passe un accord avec Luxvide, une société de production italienne, pour une série intitulée Sandokan, qui racontera le héros du roman. Il était l'invité de la radio RTL avec le propriétaire de l'entreprise, Luca Bernabei, et a annoncé qu'ils s'étaient mis d'accord sur un nouveau projet de série télévisée. 
Il joue avec Claudia Gerini dans la campagne publicitaire 2021 de  l'usine de pâtes des Abruzzes  De Cecco, réalisée par Ferzan Özpetek.
En mars 2021, il apparaît en tant qu'invité dans la série télévisée italienne Che Dio ci Aiuti, interprétant le personnage de Gino.
Le 30 novembre 2021, le livre de Can Yaman « Sembra strano anche a me » (« Cela me semble étrange aussi ») a été mis en vente dans les librairies en Italie. Dans le livre, Can parle de sa vie avant de devenir acteur.
Can Yaman est devenu le visage des marques de renommée mondiale Dolce & Gabbana et Mercedes-Benz en 2022. 
Ensuite, il a joué le personnage de Francesco Demir dans la série télévisée italienne Viola come il mare, partageant le rôle principal avec l'actrice italienne Francesca Chillemi.
Can Yaman était l'invité de l'émission caritative Che Posta Perte de Canale 5 en janvier 2022, et l'émission Che Posta Perte à laquelle Can Yaman a participé a battu le record d'audience. Le programme figurait sur la liste TT en Espagne, au Portugal, en Hongrie, en Bulgarie et en République tchèque. Can Yaman a gagné 100 000 euros grâce à ce programme. 
Il incarnera prochainement le personnage de Hasan Balaban dans la série télévisée El Turco, qui sera publiée sur la plateforme Disney+ L'actrice italienne Greta Ferro a accompagné Can Yaman dans la série.

## Filmographie

### Séries télévisées
| Année     | Projet             | Rôle            | Notes et récompenses |
| --------- | ------------------ | --------------- | -------------------- |
| 2014-2015 | Gönül İşleri       | Bedir Kocadağ   | Second rôle          |
| 2015-2016 | İnadına Aşk        | Yalın Aras      | Rôle principal       |
| 2016-2017 | Hangimiz Sevmedik  | Tarık Çam       | Rôle principal       |
| 2017      | Dolunay            | Ferit Aslan     | Rôle principal       |
| 2018-2019 | Erkenci Kuş        | Can Divit       | Rôle principal       |
| 2020      | Bay Yanlış         | Özgür Atasoy    | Rôle principal       |
| 2021      | Che Dio Ci Aiuti   | Gino            | Acteur invité        |
| 2022-2024 | Viola Come İl Mare | Francesco Demir | Rôle principal       |
| 2025      | El Turco           | Hasan Balaban   | Rôle principal       |
| 2025-     | Sandokan           | Sandokan        | Rôle principal       |

## Distinctions
- 2018 : Golden Butterfly Award - Best Romantic Comedy Actor - (Dolunay)